# Monitor komputera
Monitor komputerowy – ogólna nazwa jednego z urządzeń wyjścia do bezpośredniej komunikacji użytkownika z komputerem. Zadaniem monitora jest natychmiastowa wizualizacja wyników działania programów uruchomionych na komputerze.
Obecnie używane monitory to ekrany komputerowe, obsługiwane przez komputer zwykle za pośrednictwem karty graficznej, która jest elementem komputera bądź może być wbudowana w sam monitor.
Od momentu zagoszczenia komputerów w domach, jako komputery domowe, do ich obsługi używane były monitory CRT, ewentualnie zwykłe telewizory oparte na tej samej technologii. Od około 2005 roku rynek monitorów został zdominowany przez monitory LCD, które nie wytwarzają tak intensywnego pola elektromagnetycznego i zajmują wielokrotnie mniej miejsca na biurkach. W najtańszych modelach sygnał jest jednak nadal przesyłany analogowo przez złącze D-Sub. Bardziej bogato wyposażone modele posiadają gniazda cyfrowe, takie jak DVI, HDMI lub DisplayPort, pozwalające uzyskać znacznie lepszą jakość obrazu i wyższe rozdzielczości.

## Historia
Pierwszy polski komputer XYZ z 1958 r. używał synchroskopu, wyświetlającego na ekranie oscyloskopu zawartość 16 słów (36-bitowych) pamięci w postaci 16 rzędów po 36 jasnych i ciemnych punktów. W konstrukcjach z lat 70. XX w. używane były dalekopisy (np. ZAM 41) lub elektryczne maszyny do pisania (np. Odra 1305). W latach 80., w czasach komputerów domowych, rolę monitora przeważnie pełnił telewizor, gdyż monitory były trudno dostępne, głównie ze względu na bardzo wysokie ceny.
W latach dziewięćdziesiątych i w pierwszych latach XXI wieku komputer był najczęściej podłączany do 15-pinowego gniazda D-Sub. Do monitora sygnały przesyłane były w postaci analogowej jako osobne tory dla poszczególnych sygnałów składowych RGB. W tym okresie zaczęto również używać SDI (ang. Serial Digital Interface), głównie w zastosowaniach profesjonalnych, który wykorzystywał złącza BNC do komunikacji kart graficznych z monitorami, a każdy z kolorów był przesyłany oddzielnie, co zmniejszało liczbę zniekształceń.

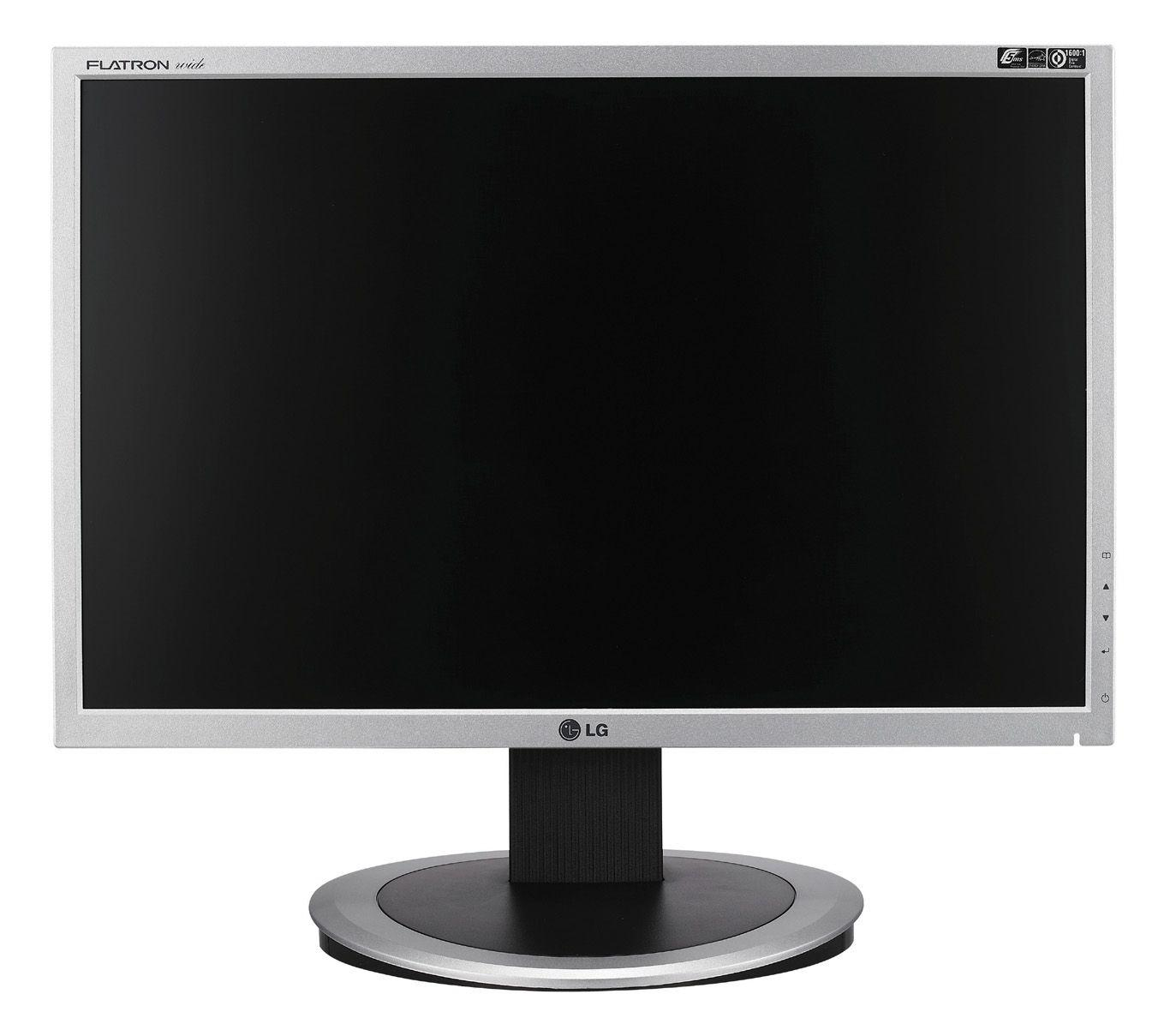
Monitor LCD
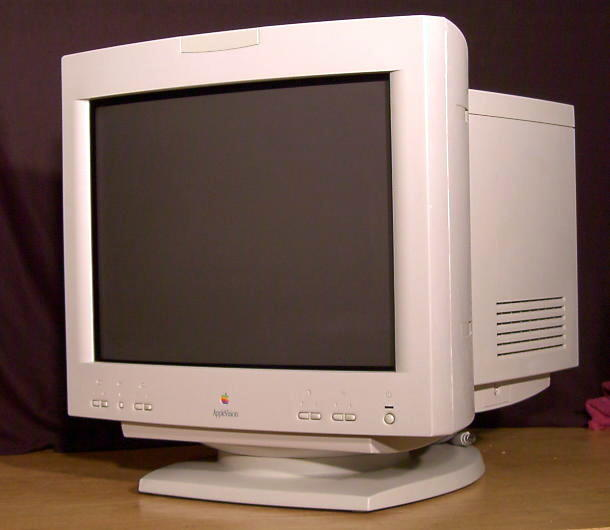
Monitor CRT
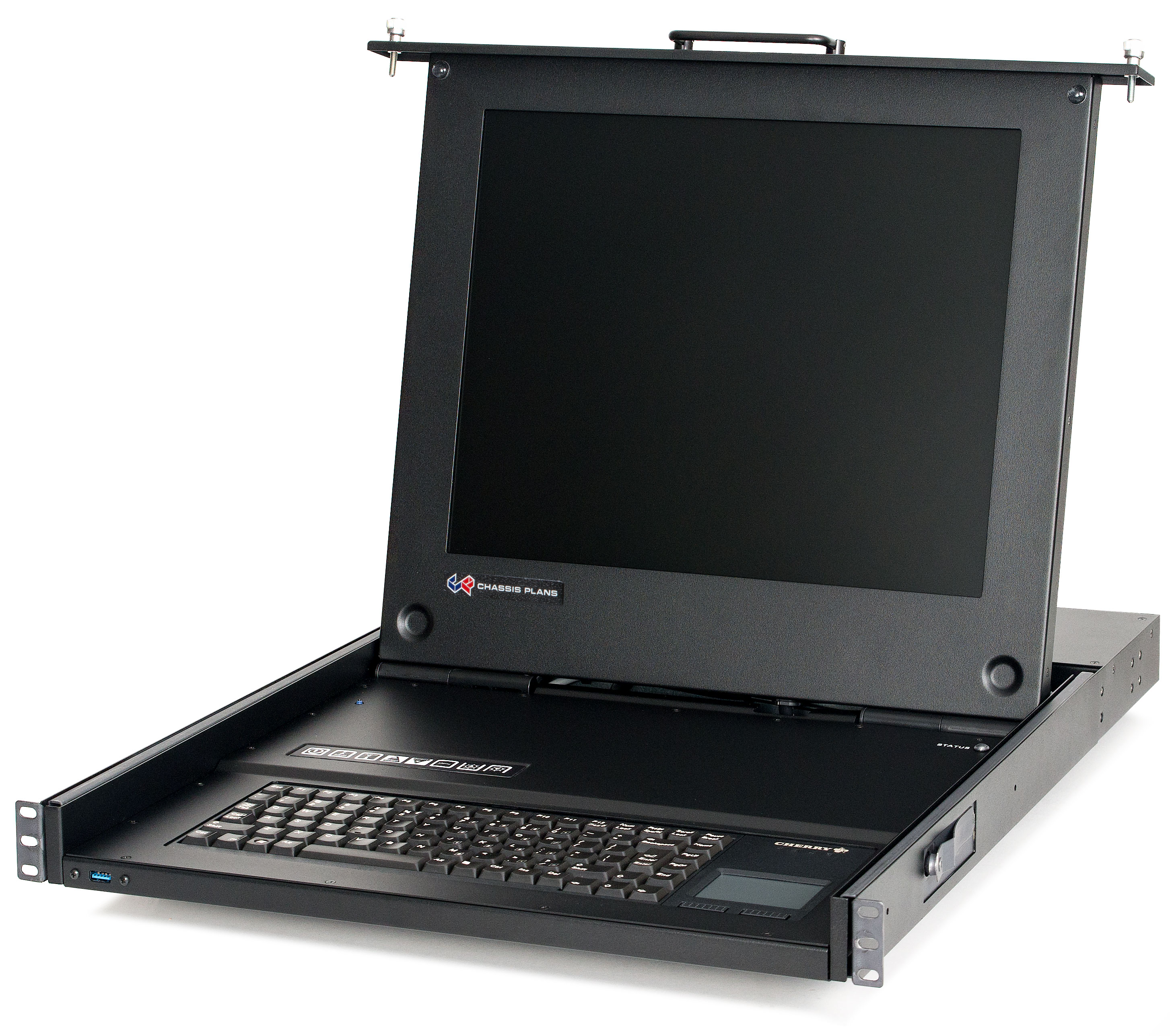
Monitor LCD do montażu w szafie Rack
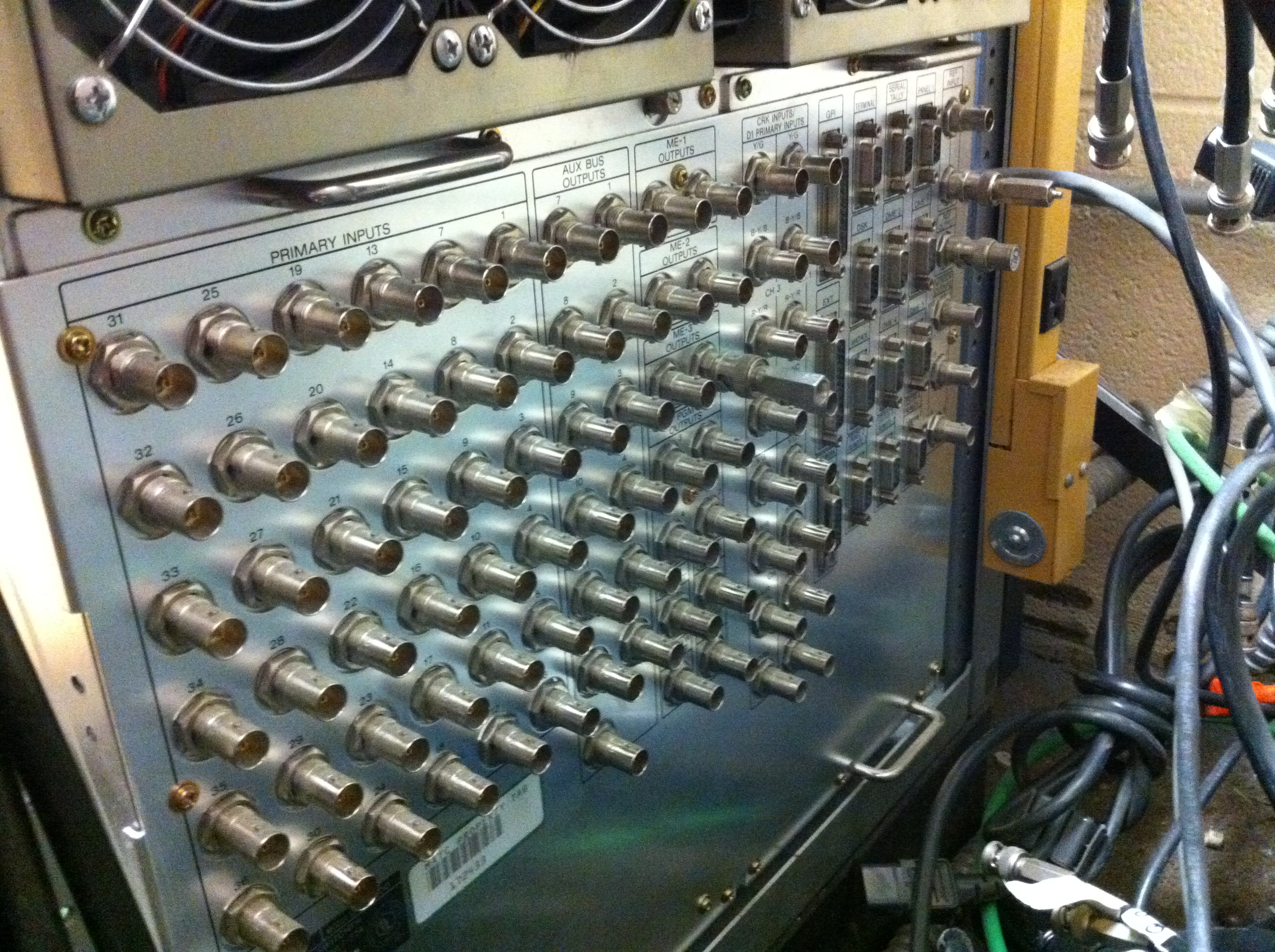
Przełącznik obrazu ze złączami BNC
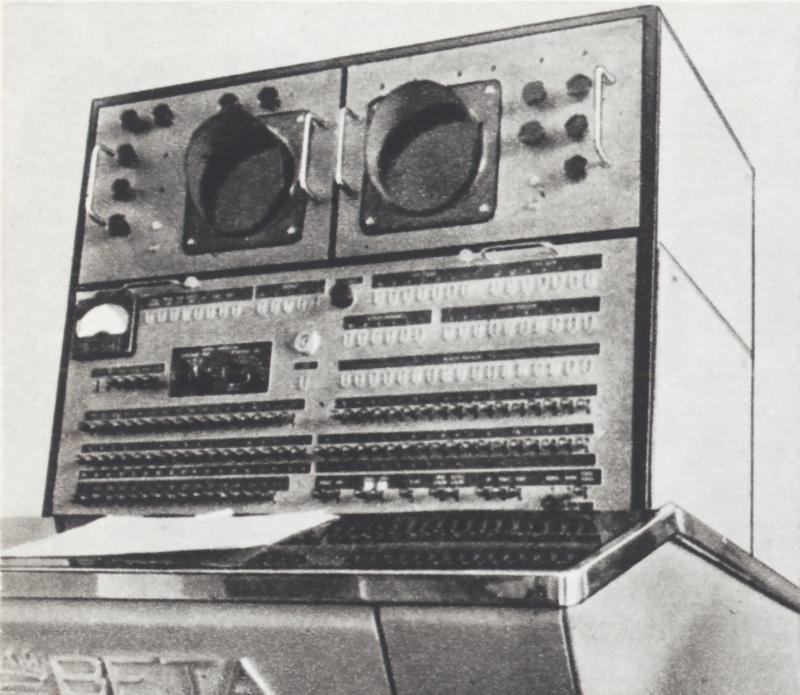
Synchroskop z 1960 r.

## Podział monitorów
Współczesne monitory, ze względu na zastosowaną technologię generowania obrazu, można  podzielić następująco (2020 r.):
- Monitor CRT – zasadą działania i po części wyglądem przypomina telewizor; głównym elementem wyświetlającym obraz jest kineskop. Pobór mocy jest kilkukrotnie większy niż w monitorach LCD. Obecnie nie jest już stosowany na szerszą skalę z racji postępu technologicznego.
- Monitor LCD – inaczej panel ciekłokrystaliczny; jest kilkukrotnie bardziej płaski od monitora CRT. Zasada generowania obrazu polega na sterowaniu komórkami panelu zawierającymi substancję ciekłokrystaliczną, która pochłania promieniowanie emitowane przez tylne źródło światła. W nowszych rozwiązaniach tym źródłem są diody LED, co dodatkowo obniża pobór energii. Aktualnie najbardziej rozpowszechniony typ monitora komputerowego[1]. W tego typu monitorach wyróżnia się matrycę IPS, która charakteryzuje się kryształami ustawionymi poziomo oraz ich obrotem równoległym podczas napięcia elektrycznego[2].
- Monitor OLED – należy do rodziny diod elektroluminescencyjnych (LED), najnowszy typ monitora, spotykany coraz częściej, jednak w dalszym ciągu mniej popularny od technologii LCD. Generuje obraz o najlepszej jakości spośród wszystkich wcześniej stosowanych monitorów, jednak niektóre kwestie wymagają jeszcze dopracowania. Głównym problemem tego typu monitorów jest fakt, iż wyświetlacze OLED źle znoszą długotrwałe wyświetlanie statycznego obrazu, co może powodować pozostawanie śladów po długotrwale wyświetlanych elementach statycznych[3].

## Normy
W celu standaryzacji oraz usprawnienia zarządzania jakością, dla monitorów określono następujące normy, które powinny być (przynajmniej w części) przez nie spełniane:
CB, CE, CSA, CLU, FCC B, ISO 13406-2, TCO '03, '05, '07, TUV-GS, EPA Energy Star 5.0, GOST, UL, SEMCO, FCC-B, VCCI-2, EMC, DHHS, HWC, ROV, MPR-II oraz ISO9241.

## Porównanie monitorów CRT i LCD

Standardowe rozdzielczości monitorów komputerowych

### Monitor CRT
- Rzeczywiście widoczny obszar ekranu jest mniejszy od nominalnego, np. monitor 15" faktycznie ma ekran o przekątnej ok. 14".
- Posiada mniejszą plamkę i bezwładność; już w połowie lat 90. wycofano z produkcji monitory z plamką o średnicy powyżej 0,28 mm; wysokiej klasy monitory CRT 17" i 19" mają plamkę o średnicy poniżej 0,25 mm.
- Posiada lepsze odwzorowanie kolorów i znacznie głębszą czerń niż monitor LCD tej samej klasy.
- Jest znacznie większy i cięższy, jego waga dochodzi do kilkudziesięciu kilogramów; schyłkowe wersje z płaskim ekranem mają obudowę o jeszcze większej głębokości niż standardowe.
- Wersje ze sferycznym ekranem to zwykle monitory 14" lub 15", natomiast późniejsze, z ekranem płaskim, to 17- i 19-calowe.
- Nierzadko jego pobór energii elektrycznej wynosił ponad 100 W.
- Rozdzielczość ekranu można ustawiać dynamicznie (płynnie) bez problemów związanych ze skalowaniem, jedynie przy rozdzielczościach granicznych pojawia się tzw. efekt mory

### Monitor LCD
- Jest wielokrotnie mniejszy (mniejsza jest głębokość) od monitora CRT o takiej samej przekątnej ekranu,
- Zużywa kilkukrotnie mniej energii elektrycznej,
- Jest wolny od efektu migotania ekranu,
- We wczesnych modelach ekranów LCD występuje tzw. efekt smużenia, co oznacza, że niepoprawnie wyświetlany jest szybko zmieniający się obraz (sceny akcji w filmach i grach),
- Oferuje pracę w różnych rozdzielczościach; początkowo w formacie 4:3, później wyłącznie w formatach 16:9 lub 16:10 – np. 1024x768, 1280x720 (1280x800) czy 1920x1080 (1920x1200) pikseli (konstrukcja Full HD), lecz przystosowany jest do wyświetlania obrazu w jednej, tzw. natywnej, rozdzielczości. Jej zmiana możliwa jest tylko w dół i działa na zasadzie skalowania, co znacznie pogarsza jakość obrazu – powoduje jego rozmycie,
- Nie zniekształca obrazu – obraz jest odwzorowywany praktycznie na płaskiej powierzchni,
- Optycznie ma większą przekątną niż analogiczne monitory CRT (np. LCD 15" jest w przybliżeniu równy CRT 16,5"), ze względu na brak tzw. martwego pola,
- Generuje pole elektromagnetyczne o znacznie mniejszym natężeniu,
- Czas reakcji wyświetlacza jest wielokrotnie większy niż w monitorach CRT – istnieją monitory LCD o podobnym do CRT czasie reakcji, jednak są to modele z „górnej półki” z matrycami MVA, PVA i IPS. Wysoki czas reakcji wiąże się ze smużeniem obrazu,
- Większość modeli LCD, zwłaszcza z matrycami typu TN, nie potrafi poprawnie odwzorować czerni na monitorze, co jest głównie spowodowane brakiem możliwości całkowitego pochłonięcia przez komórki ciekłokrystaliczne światła emitowanego przez podświetlenie matrycy. Matryce typu IPS również mają problemy z prawidłowym odwzorowaniem czerni, natomiast praktycznie nie występują one w matrycach typu VA. Różnice w głębi czerni wynikają z różnego sposobu ułożenia kryształów na matrycy,
- W niewielkiej części egzemplarzy pojawiają się martwe lub zablokowane piksele bądź subpiksele. Martwy piksel nie reaguje na przyłożone napięcie i jest widoczny na ekranie w postaci czarnej kropki. Piksel zblokowany bez przerwy świeci pełną jasnością i również nie reaguje na zmiany napięcia, a widoczny jest jako biały punkt lub – jeśli zblokowany jest tylko subpiksel – jako punkt czerwony, zielony lub niebieski.

## Budowa
Podstawowym problemem przy produkcji monitorów CRT jest taka ich konstrukcja, aby z jednej strony nie miały zbyt dużych gabarytów, a z drugiej, aby ich ekran był możliwie jak najbardziej płaski. Jest to trudne do osiągnięcia, gdyż powierzchnia lampy kineskopowej jest zawsze wycinkiem sfery (ewentualnie walca).
Monitory LCD praktycznie wyparły swoją starszą konkurencję, jaką były monitory CRT. Podstawowym problemem przy produkcji monitorów ciekłokrystalicznych jest osiąganie dużej rozdzielczości matrycy przy zachowaniu jak najmniejszej bezwładności. Bezwładność monitorów ciekłokrystalicznych wynika z faktu, że każdy piksel wyświetlanego obrazu musi być osobno włączany (lub wyłączany) przy każdym odświeżeniu obrazu. Ponieważ piksele są włączane i wyłączane sekwencyjnie (jeden po drugim), to za zwiększeniem rozdzielczości wyświetlacza idzie wzrost liczby pikseli, z których się składa, co powoduje, że na sterowanie każdym z nich pozostaje krótszy odcinek czasu. Minimalny czas włączenia/wyłączenia piksela jest zaś ograniczony czasem orientacji ciekłych kryształów w polu elektrycznym, które to zjawisko jest podstawą działania monitorów LCD.